# Mermessus probus
Mermessus probus là một loài nhện trong họ Linyphiidae.
Loài này thuộc chi Mermessus. Mermessus probus được Alfred Frank Millidge miêu tả năm 1987.